# Reeuwijk (polder)
Polder Reeuwijk was een waterschap in de Nederlandse provincie Zuid-Holland, in de gemeenten Reeuwijk en Bodegraven.
De polder wordt voor het eerst vermeld in 1537. In 1883 werd een gedeelte van de polder afgescheiden als het zelfstandige waterschap Gecombineerde Veenpolder onder Zwammerdam, in 1891 gevolgd door de afscheiding van de Broekvelden en Vettenbroek.
Het waterschap was verantwoordelijk voor de vervening, drooglegging en de waterhuishouding in het gebied.